# Mahuma (Willemstad)
Mahuma – dzielnica (wijk) miasta Willemstad oraz osada (buurt) w dystrykcie Willemstad, w kraju autonomicznym Curaçao, należącym do Holandii, w Ameryce Południowej. 20 października 2023 r. liczyła 6400 mieszkańców.  

## Osady
W skład dzielnicy wchodzi sześć osad (buurt):
| Lp. | Nazwa                   | Powierzchnia km² | Liczba mieszkańców |
| --- | ----------------------- | ---------------- | ------------------ |
| 1.  | Juan Domingo bij Mahuma | 0,52             | 868                |
| 2.  | Ludunu                  | 0,08             | 100                |
| 3.  | Mahuma                  | 2,36             | 3603               |
| 4.  | Seru Mahuma             | 1,96             | 1658               |
| 5.  | Wawu Bij Ludunu         | 0,04             | 119                |
| 6.  | Weltevreden             | 0,04             | 76                 |